# Zethus smithii
Zethus smithii är en stekelart som beskrevs av Henri Saussure 1856. Zethus smithii ingår i släktet Zethus och familjen Eumenidae. Inga underarter finns listade i Catalogue of Life.